# Marie Vervaet
Marie Vervaet (29 februari 2000) is een Belgisch basketbalspeelster. Ze speelt als power forward. Sinds 2025 is ze lid van het Belgisch nationaal basketbalteam, de Belgian Cats. 

## Carrière
Vervaet is afkomstig uit Vilvoorde. Ze speelde achtereenvolgens voor BC Sint-Katelijne-Waver (2014-2021), Kangoeroes Mechelen (2021-2022) en Kortrijk Spurs (2022-2023). Sinds 2023 is ze aan de slag bij Castors Braine. In 2025 won ze met de Waalse club de dubbel, zowel het Belgisch kampioenschap als de Beker van België. Persoonlijk werd ze verkozen tot Belgische Speelster van het Jaar.
Vervaet speelde voor de nationale jeugdteams Young Cats U16, U18 en U19. Ze nam deel aan verschillende EK’s met als hoogtepunt de gouden medaille met de U18 in het Hongaarse Sopron in 2017. Een jaar later werd ze met de U19 op het WK in Thailand vierde.
In 2021 nam Vervaet met de 3x3 Belgian Cats deel aan het Europees kampioenschap 3×3 in Parijs aan de Eiffeltoren, samen met Lut De Meyer, Becky Massey en Laure Resimont. Een wedstrijd winnen in Frankrijk lukte hun niet.
In 2025 werd Vervaet voor het Belgisch nationaal basketbalteam door bondscoach Mike Thibault geselecteerd voor het Europees kampioenschap basketbal. De Belgian Cats haalden de EK-titel binnen.